# 玛拉基城
瑪拉基城（羅馬化：Qir°yat Mal°ʾåkiy），以色列南部区城镇，位于亚实基伦东北17公里。总面积4.6 km²，总人口20,600（2009年以色列中央统计局统计数据）。瑪拉基城的在希伯来语中的含义是“天使之城”。
2012年11月15日，该城遭受哈马斯火箭弹袭击，造成3人死亡。

## 友好城市
- 法國 吕埃-马尔迈松